# Louis Washkansky
Louis Joshua Washkansky (Kaunas, 12 aprile 1912 – Città del Capo, 21 dicembre 1967) è stato uno sportivo lituano.
È stato il primo uomo al mondo ad aver subito un trapianto di cuore. L'intervento, eseguito il 3 dicembre 1967 dal cardiochirurgo sudafricano Christiaan Barnard, pioniere nel settore, è considerato un vero successo e tappa fondamentale per l'evoluzione della tecnica nonostante il paziente sia deceduto 18 giorni dopo a causa di complicazioni post operatorie.

## Biografia
Washkansky, d'origini ebreo-lituane, emigrò con la sua famiglia in Sudafrica nel 1922, all'età di 9 anni. La sua famiglia possedeva un piccolo negozio di generi alimentari a Città del Capo. Washkansky, in seguito, ha combattuto durante la seconda guerra mondiale sul fronte italiano e sul fronte africano orientale e settentrionale. In gioventù Washkansky praticò calcio, nuoto e sollevamento peso. La sua salute con l'avanzare del tempo peggiorò, Washkansky diventò diabetico e a causa di una grave malattia cardiaca ebbe tre infarti. L'ultimo degli infarti gli causò un'insufficienza cardiaca.
Nell'aprile 1966 l'uomo fu visitato al Groote Schuur Hospital, a Città del Capo a causa di una malattia preesistente. Fu visitato inizialmente dal dott. Kaplan che successivamente nel giugno 1966 chiese al dott. Christiaan Barnard se fosse disposto a intervenire su Washkansky. Barnard eseguì numerosi test su Washkansky e un'approfondita analisi dimostrò che non si poteva fare nulla per il paziente, se non un trapianto di cuore mai tentato prima.

### Operazione
Washkansky subì l'operazione di trapianto al cuore il 3 dicembre 1967 all'interno del Groote Schuur Hospital a Città del Capo. L'operazione durò 5 ore e fu impiantato il cuore di Denise Darvall, una ventiquattrenne morta per un grave incidente stradale. Tutta l'operazione fu eseguita dal professore Christiaan Barnard.

### Esito
Sebbene il paziente sia morto dopo solo diciotto giorni dal trapianto a causa di una grave polmonite, l'intervento chirurgico di Christiaan Barnard fu considerato un vero successo in quanto il cuore non era stimolato elettricamente da una macchina, bensì era stimolato dall'organismo dello stesso Washkansky. Come scrisse Barnard nel suo libro One Life, il quinto giorno post-operatorio fu deciso di bombardare l'organismo di Washkansky con immunosoppressori per evitare un potenziale rifiuto del cuore nuovo. Come altri trapianti riveleranno in seguito, i segnali rilevati facevano parte del percorso d'ambientamento di un nuovo cuore all'interno dell'organismo. Molti come Washkansky e altri si sono affidati al trapianto, pur non essendo totalmente sicuri dei risultati; attualmente i trapianti sono considerati interventi sicuri con rischi relativamente bassi.